# Flawed Design
«Flawed Design» — другий студійний альбом канадо-американського рок-гурту Saint Asonia. Реліз відбувся 25 жовтня 2019.

## Список пісень
| Стандартне видання | Стандартне видання            | Стандартне видання                               | Стандартне видання |
| #                  | Назва                         | Автор                                            | Тривалість         |
| ------------------ | ----------------------------- | ------------------------------------------------ | ------------------ |
| 1.                 | «Blind»                       | Адам Гонтьє                                      | 4:09               |
| 2.                 | «Sirens» (із Шарон ден Адель) | Гонтьє Dustin Bates Stephen Aiello               | 3:49               |
| 3.                 | «This August Day»             | Гонтьє Mike Mushok Brian Sperber                 | 4:00               |
| 4.                 | «The Hunted» (із Sully Erna)  | Гонтьє Mushok Sperber Sully Erna Johnny Karkazis | 3:43               |
| 5.                 | «Ghost»                       | Гонтьє Sperber Bates Keith Wallen                | 4:32               |
| 6.                 | «Beast»                       | Гонтьє Mushok Wallen                             | 3:26               |
| 7.                 | «The Fallen»                  | Гонтьє                                           | 3:59               |
| 8.                 | «Another Fight»               | Гонтьє Sperber Twags Salter                      | 3:47               |
| 9.                 | «Flawed Design»               | Гонтьє Mushok                                    | 3:47               |
| 10.                | «Justify»                     | Гонтьє Mushok Sperber                            | 4:07               |
| 11.                | «Martyrs»                     | Гонтьє                                           | 4:12               |
| 43:32              |                               |                                                  |                    |

| Видання Walmart / Європейське видання (бонусні треки) | Видання Walmart / Європейське видання (бонусні треки) | Видання Walmart / Європейське видання (бонусні треки) | Видання Walmart / Європейське видання (бонусні треки) |
| #                                                     | Назва                                                 | Автор                                                 | Тривалість                                            |
| ----------------------------------------------------- | ----------------------------------------------------- | ----------------------------------------------------- | ----------------------------------------------------- |
| 12.                                                   | «Say Goodbye»                                         | Гонтьє Corey Lowery                                   | 3:34                                                  |
| 13.                                                   | «Weak & Tired»                                        | Гонтьє Mushok                                         | 3:30                                                  |
| 50:36                                                 |                                                       |                                                       |                                                       |

## Учасники запису
- Адам Гонтьє — вокал, ритм-гітара
- Майк Мьюшак — соло-гітара
- Кейл Гонтьє — бас-гітара, бек-вокал
- Сал Джіанкареллі  — ударні

## Чарти
| Чарт (2019)           | Місце |
| --------------------- | ----- |
| Canadian Albums Chart | 68    |
| Billboard 200         | 171   |